# ペルガミーノ
ペルガミーノ (スペイン語: Pergamino) は、アルゼンチンブエノスアイレス州の都市。2010年の国勢調査では人口104,922人。同名のパルティード（partido、日本の県および市の役割をあわせもった行政組織）の政庁所在地となっている。UN/LOCODEはARPGO。

## 歴史
この地域は古くから水源と肥沃な土地に恵まれていたが、1620年ころスペイン人の植民者たちが初めてこの地域を知るようになったときには、チャルーア族とマプチェ族（スペイン人たちは「アラウカノ族」と記録した）が住んでいた。その後ほどなくして、植民都市ブエノスアイレスとコルドバを結ぶ交易路に沿いの中継地となり、1626年1月3日に、この辺りでスペイン人たちが紛失した羊皮紙を見つけたという話にちなんで「羊皮紙」を意味するペルガミーノと名付けられたが、この言葉はマプチェ族の言葉で「赤い土」という意味にも通じていた。1700年には最初の入植が始まったが、この地域から放逐された先住民たちによって攻撃が繰り返されたため、1749年には砦が築かれるに至った。しかし、その後も襲撃は続き、1751年8月8日にこの集落は破壊された。その後も、この場所はブエノスアイレス政府の関心を引き続け、1769年には、フアン・ゴンサレス (Juan González) 司令官は村の再建を命じた。その再建が成功すると、近くのアレシフェスの助任司祭によって1779年にパリッシュ（小教区）が設けられ、さらに1784年には、新たに設けられたリオ・デ・ラ・プラタ副王領の下、一帯にパルティードが設定された。ペルガミーノの砦は五月革命後の独立戦争初期の戦闘において何度も重要な役割を果たし、1815年には、新生アルゼンチンの国家元首であった最高執政官カルロス・マリーア・デ・アルベアールに対してイグナシオ・アルバレス・トマス大佐が率いた反乱の現場となった。アルバレス・トマス大佐のクーデターによって、分割自治指向に傾斜していたデ・アルベアルの短期政権が倒されたことで、やがてアルゼンチンへと発展していくリオ・デ・ラ・プラタ連合州は解体の危機を免れた。

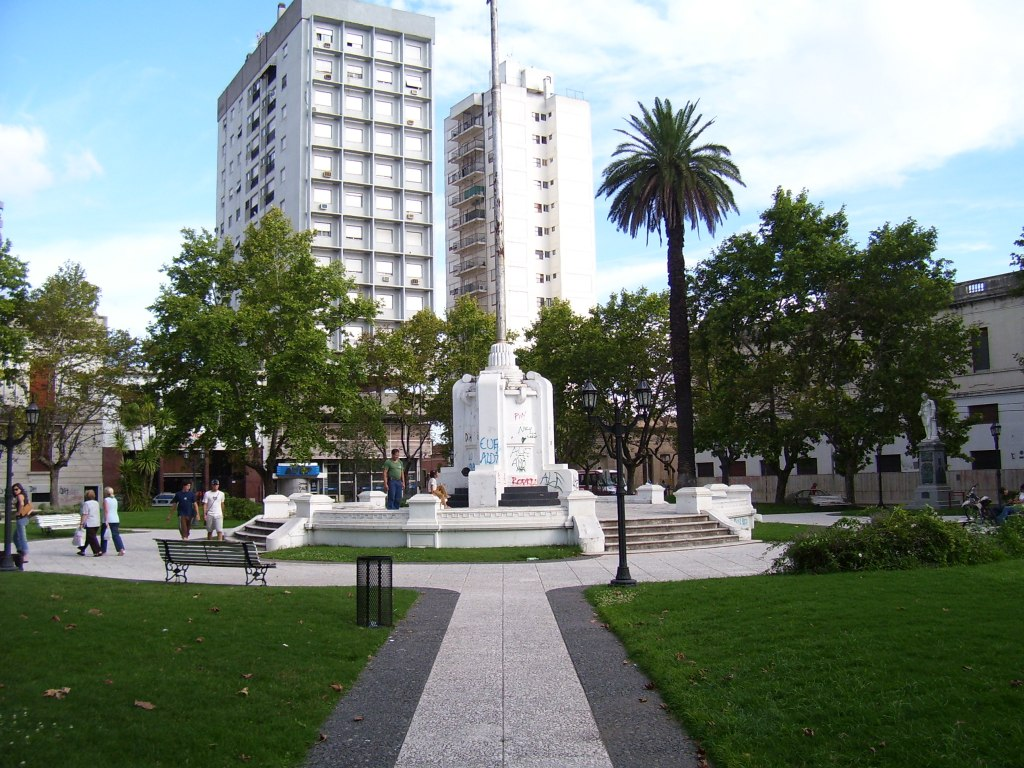
メルセド広場

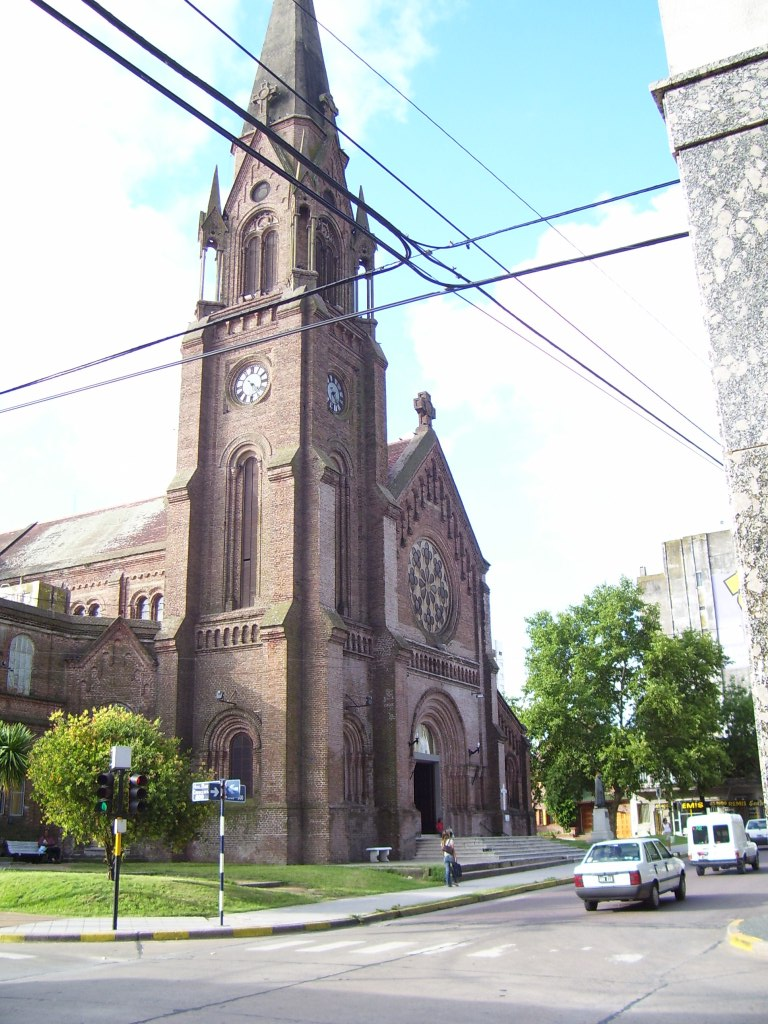
聖母教会 (La Iglesia Nuestra Señora de la Merced)

独立戦争後、新たにブエノスアイレス州知事となった進歩派のマルティン・ロドリゲスは、1822年には治安判事を置き、1828年にはペルガミーノ最初の学校を開設した。ほどなくしてこの町には、屠畜場が数多く設けられるようになり、1829年にもともと牧畜業で財を成したフアン・マヌエル・デ・ロサスがブエノスアイレス州知事となると、知事とペルガミーノの有力者であるアセベド家やアンチョレーナ家との間に密接な同盟関係が構築された。ロサスの抑圧的な統治の下、1838年には唯一の学校が閉校に追い込まれてしまった。 1852年にカセーロスの戦いでロサスが失脚、亡命すると、ペルガミーノの有力者たちはブエノスアイレス地方の自治拡大を主張するバルトロメ・ミトレの下に結集した。ミトレは1860年にブエノスアイレス州知事に選出され、1861年11月12日にアルゼンチン大統領となった。ミトレ大統領が1862年に開設したアルゼンチン最初の農学校は、ペルガミーノ周辺の地方にも集約農業を普及させ、新たな経済活動の展開をもたらす一助となった。アルゼンチンからイギリスへの穀物輸出が始まった1875年以降、農業の好景気が始まり、ペルガミーノでもトウモロコシの大量生産が進んだ。町は成長をはじめ、例えば学校の数も1873年には4校になったが、町の成長は始まったばかりで、1882年にロサリオを目指して延伸されきた中央アルゼンチン鉄道がペルガミーノまで開通すると、成長にはいよいよ拍車がかかった。1895年10月23日、人口が1万人を超え、90以上の事業所が登録されていたペルガミーノは、正式に市に昇格した。

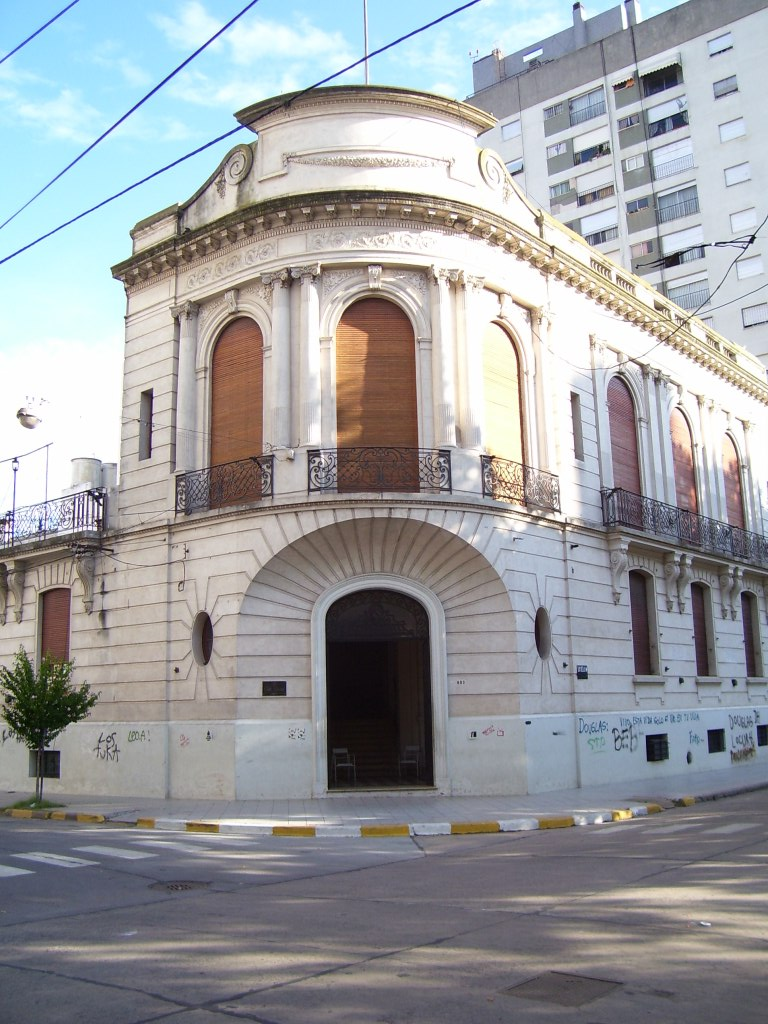
ペルガミーノ社交クラブ

その後も地域経済はトウモロコシに依存し続け、1912年には地主たちが資金を提供して農業研究施設が設けられた。1895年から1914年にかけて、ペルガミーノの人口は3倍になって3万人ほどとなり、住民の大部分はヨーロッパからの移民やその子どもたちが占めていた。この時期には、バスク人、ピエモンテ人、プロヴァンス人、レバノン人などの重要なコミュニティが形成され、1913年にはこの地域で最も有名なアール・ヌーヴォー建築のひとつであるホテル・ローマが建設された。1917年には、ピエモンテから移住してきたエンリケ・ベニーニ (Enrique Venini) によって、ペルガミーノ最初の新聞『ラ・オピニオン (La Opinión)』が創刊された。当地に流入してきた移民のコミュニティの中には、イギリス人の、おもに機関車運転手など急速に拡大していたアルゼンチンの鉄道事業に関わる鉄道技術者たちの集団もあった。そうした従業者たちに、中央アルゼンチン鉄道の経営者だったロナルド・レスリー (Ronald Leslie) も加わり、1918年11月18日に、ペルガミーノで最初のサッカークラブが組織されることとなった。クラブ名はボーア戦争や第一次世界大戦における活躍で名高いイギリスの陸軍元帥ダグラス・ヘイグにあやかり、CAダグラス・ヘイグと名付けられ、地域リーグのひとつトルネオ・アルヘンティーノBに所属する地元の古豪クラブとなった。

ペルガミーノの中心となる教会と市庁舎は、いずれも1930年に完成した。そのころまで10年ほど続いた繁栄の後にやってきた世界恐慌は、この地域の小規模地主たちの大半を破滅させたが、都市ペルガミーノの回復はすぐに始まり、例えば1936年の市立美術館の開館はその現れのひとつであった。1939年には洪水による被害が出たが、その後はペルガミーノ川に沿って堤防と運河が築かれた。1947年に人口が5万人近くに達したころには、大規模な製造業が操業し始めていた。しかし、農業分野では、フアン・ペロン大統領が1946年に設置した国営のアルゼンチン貿易促進院 (IAPI) が輸出穀物の一元的な買い上げに乗り出したことが緊張を引き起こし、ペルガミーノ自体はIAPIが灌漑やその他のインフラストラクチャー整備に資金を投じたことで利益を得ていたものの、穀物の買い上げ価格は抑制されたために地元の営農者たち多数が破産に追い込まれた。1955年にペロンが失脚してIAPIが解体され、1956年に国立農業技術研究所 (INTA) がペルガミーノに開設されると、この地域でも、アルゼンチン全国的にも、農業部門は復興が進むようになった。

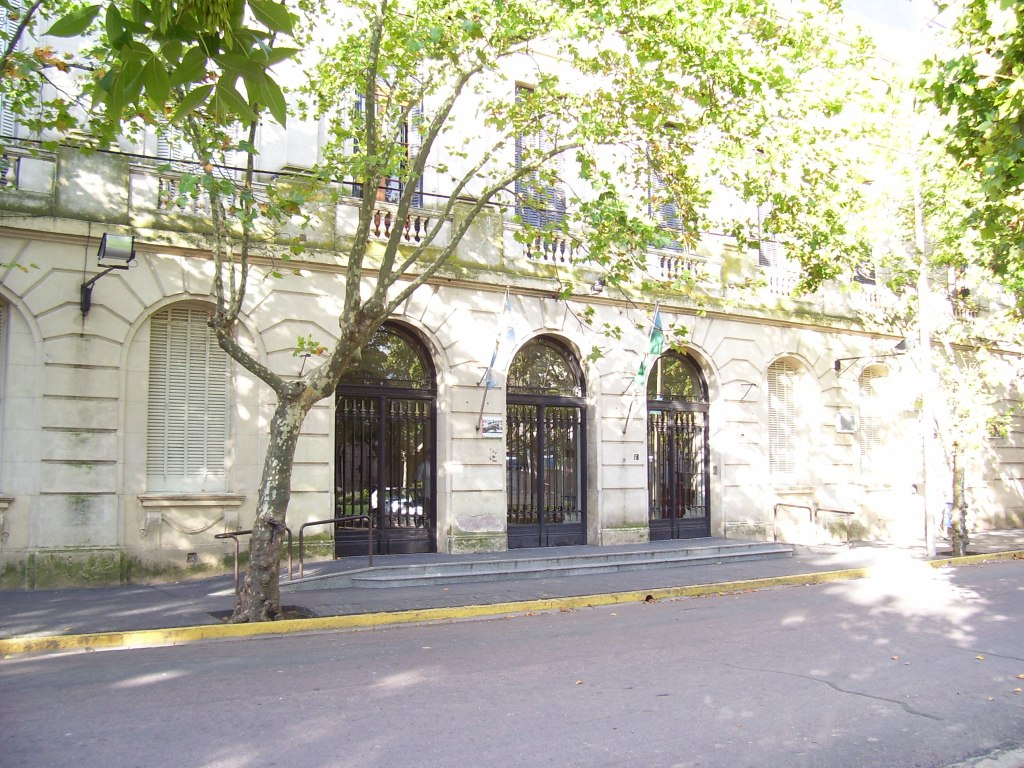
市庁舎

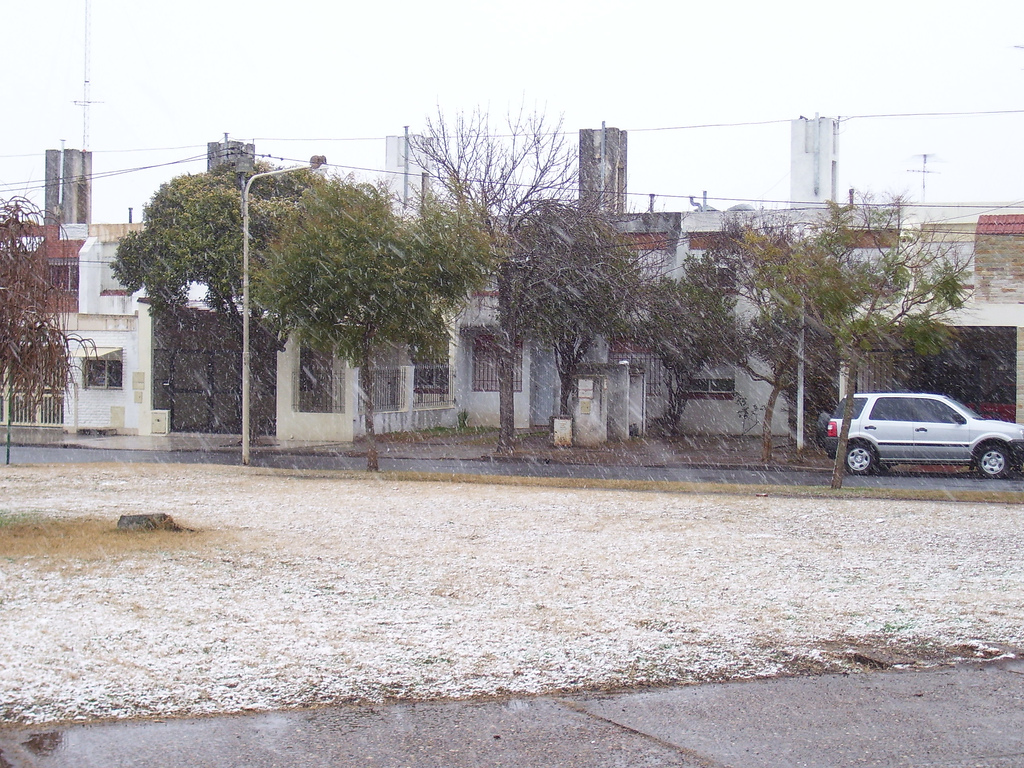
2007年の降雪。ペルガミーノでは1975年以来の現象であった。

1963年の総選挙の結果、ペルガミーノ生まれのアルトゥーロ・イリアが大統領に選出された。イリアは、財政均衡を何とか保ちつつ、経済成長を優先する政策をとったが、ペルガミーノはその恩恵を受けて空前の経済成長を遂げた。この時期には、ペルガミーノで最初の高層建築物や工業団地が建設された。イリア大統領は在任中にも何度も生まれた地であるペルガミーノを訪問した。やはりペルガミーノで生まれたエクトル・チャベーロ (Héctor Chavero) は、1972年にフォルクローレのバラッドと語りで構成されたアルバム『El payador perseguido』（「迫害されたトルバドゥール」の意）をリリースして以降、全国的に有名になった。このころまで彼はアタウアルパ・ユパンキという変名だけで知られていた。チャベーロ/ユパンキは1992年に死去した後も永く、異論をはらみながらも、アルゼンチンのこの方面の音楽における最も影響力の大きい人物としてその名が取りざたされる。
ペルガミーノに定住したレバノン系移民のひとりイサーク・アナン (Isaac Annan) は、ペルガミーノで最初の縫製工場を1940年代の遅い時期に建て、アルゼンチン国内で広く知られた服飾ブランドである Far West Jeans と Manhattan Shirts を生み出した。1970年ころには、ラングラー・ジーンズ、フィオルッチ、リーバイス、リー・ジーンズや、多数の地元ブランドが大規模なテキスタイル関係の工場を建設し、6,000人ほどを雇用していた。フランス系移民の子であったロベルト・ジェノー (Roberto Genoud) は、地元最大の製材、木工家具工場を設立した。この頃までにペルガミーノは、ブエノスアイレス州北部における産業中心になっていた。しかし、1975年以降は全国的な経済の不安定化に影響され、1985年ころまでに繊維産業の工場の多くが閉鎖され、小規模な協同組合に置き換わっていった。ペルガミーノの人口増加は続き、1980年には7万人に達した。1978年には国立ヒト・ウイルス病研究所（マイツェグル研究所、Instituto Nacional de Enfermedades Virales Humanas "Dr. Julio I. Maiztegul"）がペルガミーノに設置され、1985年にはアルゼンチンでは最も早い事例のひとつとなるケーブルテレビ局が開局した。しかし、全国的な経済問題はペルガミーノにも影響を及ぼし、失業者数の増加や、例えば1989年の地元紙『ラ・オピニオン』の一時休刊という事態なども生じている。この日刊紙を創刊したベニーニ家は、財政的苦境に陥り、地元のケーブルテレビ事業を興したユーゴ・アペステギア (Hugo Apesteguía) に同社を売却し、その後はアペステギアがオーナーになっている
ペルガミーノは1975年、1984年、1995年に、大きな被害をもたらした洪水に襲われており、インフラストラクチャーの整備が遅れている。2002年には、輸入品の攻勢と深刻な経済危機（アルゼンチン通貨危機）によって、ペルガミーノの産業の大部分も、また、小売業施設の多くも、閉鎖に追い込まれた。特に繊維産業は、雇用者数600人という水準まで縮小した。このような状況の下で犯罪発生率が上昇し、悲観論が広がる困難な時代の中で、1993年に当地最初の高等教育機関としてペルガミーノ中央地方大学 (Centro Regional Universitario de Pergamino, CRUP) が開学したことは特記される。同校は、2002年にブエノスアイレス州北東部国立大学 (UNNOBA) の創設に伴ってこれに合流し、現在ペルガミーノ・キャンパスには毎年500人ほどの学生が入学している。

## 近年

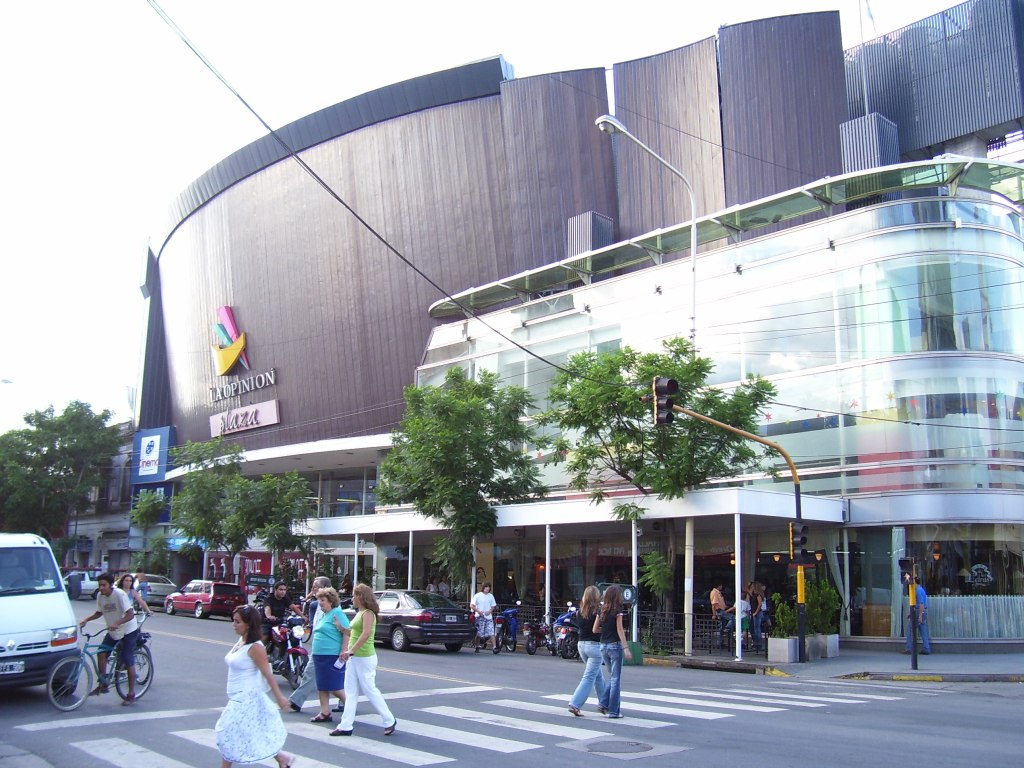
ラ・オピニオン・プラザ。地元紙『ラ・オピニオン』の新しい本社社屋。

2003年以降に進んだアルゼンチンの経済復興は、ペルガミーノの産業基盤にも劇的な回復をもたらし、郡内の農業生産にもよい影響をもたらした。2003年だけで、2,500人の製造業の雇用が回復された。この地域の2,950 km2 (1,139 sq mi)は、ほぼ完全に農業用地になっており、営農者の多くが養鶏か酪農に特化しつつあるとはいえ、ペルガミーノにおける農業は依然として アルゼンチン国内の穀物生産において重要な地位を占めており、特に大豆とトウモロコシにおいて重要であり、加えて、国内の農業用種子生産の半分がペルガミーノによって占められている。このため、1998年には、ペルガミーノはアルゼンチン種子首都と宣言されている。しかし、雇用者数の上で農業部門の雇用は郡の就業者数の8%に留まっている。その一方で、製造業部門の雇用が年に13％の伸びを示して2006年の時点で就業者数の22%に相当する1万人に達している。ペルガミーノでは、今日でも製造業の中でテキスタイル関係や製材などが重要であるが、以前よりも業種の多様化が進んだ結果、これらの分野における就労者は、産業労働者全体の3分の1を下回っている。ペルガミーノの金融業部門も回復を見せており、地元への貸し付けの価値は2002年から2006年にかけて倍増し、5300万米ドル相当となり、地元の預金額は3倍増に近い1億米ドル近くにのぼっている
ペルガミーノの市長エクトール・グティエレス (Dr. Héctor Gutiérrez) は、これまでの過去の市長たちの大多数と同じように、存続政党といてアルゼンチンで最も長い歴史を刻んでいる中道の急進市民同盟に所属している。1999年に市長に選出されたグティエレスは、公共事業の推進を通して市の経済立て直しを推進し、2005年にはネストル・キルチネル政権へのロビー活動により、長年にわたって交通量過多の状態に陥っているアルゼンチンで最も混雑した2車線道路の改善策として、高速道路8号線のペルガミーノへの延伸180 km (112 mi) を承認させた。

## おもな出身者
- アルトゥーロ・ウンベルト・イリア（スペイン語版）(1900年 - 1983年) - 元アルゼンチン大統領（在任：1963年10月12日 - 1966年6月28日）。急進市民同盟。
- アタウアルパ・ユパンキ (1908年1月22日 - 1992年5月23日) - アルゼンチンのフォルクローレ歌手、ソングライター、ギタリスト[15]。
- フアン・ホセ・エルナンデス・アレギ（スペイン語版）(1913年9月29日 - 1974年9月22日) - 随筆家、ジャーナリスト、政治家[16]。
- アルベルト・レス・ゴンサレス（スペイン語版）(1918年11月16日 - 2012年3月28日) - 考古学者、人類学者、医師[17]。
- モイセス・フォンテラ（スペイン語版）(1938年11月19日 - ) - 政治家。正義党（後に離脱）などに所属[18]。
- フアン・エチェコパル（スペイン語版）(1946年10月16日 - ) - 元サッカー選手[19]。エストゥディアンテス・デ・ラ・プラタ、グラナダCF、レアル・マドリードなどに所属。
- カルロス・バルバリート（英語版）(1955年2月6日 - ) - 詩人[20]。
- リカルド・モリョ（スペイン語版）(1957年8月17日 - ) - ロック・ミュージシャン[21]。
- パオラ・スアレス (1976年6月23日 - ) - 2000年代はじめに、世界ランキング・トップ10に名を連ねた女子プロ・テニス選手[22]。
- ダニエル・ビロス（1980年9月3日 - ）- 元サッカー選手[23]。CAバンフィエルド、ボカ・ジュニアーズ、ASサンテティエンヌなどに所属。
- フアン・サビア（スペイン語版）(1981年12月17日 - ) - サッカー選手。AAアルヘンティノス・ジュニアーズなどに所属[24]。
- アウグスト・フェルナンデス (1986年4月10日 - ) - サッカー選手。CAリーベル・プレート、CAベレス・サルスフィエルドなどに所属[25][26]。
- ブライアン・リュイ（スペイン語版）(1989年4月25日 - ) - サッカー選手。ラシン・クルブ所属[27]。
- エセキエル・ムニョス (1990年10月8日 - ) - サッカー選手。ボカ・ジュニアーズ、USチッタ・ディ・パレルモなどに所属[28]。